# Musikjahr 1757
Liste der Musikjahre

◄◄ | ◄ | 1753 | 1754 | 1755 | 1756 | Musikjahr 1757 | 1758 | 1759 | 1760 | 1761 | ► | ►►

Weitere Ereignisse
Dieser Artikel behandelt das Musikjahr 1757.

## Ereignisse

### Oper
- Karneval: Die Oper Solimano von Davide Perez hat ihre Uraufführung im Palazzo Ajuda in Lissabon. Das Libretto stammt von Giovanni Ambrogio Migliavacca. Es ist bereits die zweite Version seines Solimano-Librettos.
- 29. April: Die Opera seria Nitteti von Tommaso Traetta auf ein Libretto von Pietro Metastasio hat ihre Uraufführung am Teatro Pubblico in Reggio nell’Emilia. Eine weitere Vertonung des Werks durch Niccolò Piccinni wird am 4. November am Teatro San Carlo in Neapel uraufgeführt.
- 31. Mai: Die Oper Anacréon des französischen Komponisten Jean-Philippe Rameau wird als Teil einer überarbeiteten Version des Opernballetts Les surprises de l'Amour an der Pariser Oper uraufgeführt. Das Werk, das nichts mit der gleichnamigen Oper des Komponisten aus dem Jahr 1754 gemeinsam hat, hat die Form eines Einakters acte de ballet und ein Libretto von Pierre-Joseph Bernard.
- 04. November: Ignaz Holzbauers Vertonung von Pietro Metastasios Libretto La clemenza di Tito hat ihre Uraufführung am Hoftheater in Mannheim.
- 20. November: Die Uraufführung der Oper L’Isola disabitata von Domenico Scarlatti findet am Teatro San Samuele in Venedig statt.
- 18. Dezember: Niccolò Jommellis Vertonung von Pietro Metastasios Libretto Temistocle hat ihre Uraufführung am Teatro San Carlo in Neapel.
- Die heute verschollene Oper Merope von Florian Leopold Gassmann auf ein Libretto von Apostolo Zeno wird in Venedig uraufgeführt.
- Pietro Alessandro Guglielmi – Lo solachianello imbroglione
- Johann Friedrich Fasch – Serenata FWV B:4 Beglückter Tag (als Geburtstagsgeschenk für Katharina die Große)

### Oratorien
- 11. März: Im Covent Garden Theatre in London wird das Oratorium The Triumph of Time and Truth, Händels letztes Werk, uraufgeführt. Die Textzusammenstellung wird Thomas Morell zugeschrieben.

### Instrumentalmusik
- Leopold Mozart – Trompetenkonzert in G-Dur

## Geboren

### Geburtsdatum gesichert
- 03. Januar: Johann Abraham Sixt, deutscher Komponist († 1797)
- 14. Februar: Friedrich Wilhelm Loder, deutscher Kirchenlieddichter und Verwaltungsbeamter († 1823)
- 11. März: Felicitas Agnesia Ritz, deutsche Sopranistin († 1835)
- 20. März: Johann Georg Gern, deutscher Opernsänger, Königlich Preußischer Kammersänger und Schauspieler († 1830)
- 23. April: Alessandro Rolla, italienischer Violinspieler und Komponist († 1841)
- 28. April: Claus Schall, dänischer Komponist († 1835)
- 18. Juni: Ignaz Josef Pleyel, österreichischer Komponist († 1831)
- 11. Dezember: Charles Wesley junior, englischer Organist und Komponist († 1834)
- 20. Dezember: Joseph Schubert, deutscher Violinist, Bratschist und Komponist († 1837)
- 31. Dezember: Johann Daniel Hensel, deutscher Pädagoge, Schriftsteller und Komponist († 1839)

### Genaues Geburtsdatum unbekannt
- Józef Kozłowski, polnischer Komponist († 1831)

### Geboren um 1757
- David Bayer, deutscher Orgelbauer († 1807)

## Gestorben

### Todesdatum gesichert
- 17. Januar: Johann Sebastian Koch, deutscher Sänger (* 1689)
- 11. Februar: Mauro D’Alay, italienischer Violinist und Komponist (* um 1687)
- 25. Februar: Giovanni Paolo Bellinzani, italienischer Priester, Komponist und Musiker (* um 1690)
- 20. März: Johann Paul Kunzen, deutscher Komponist und Organist (* 1696)

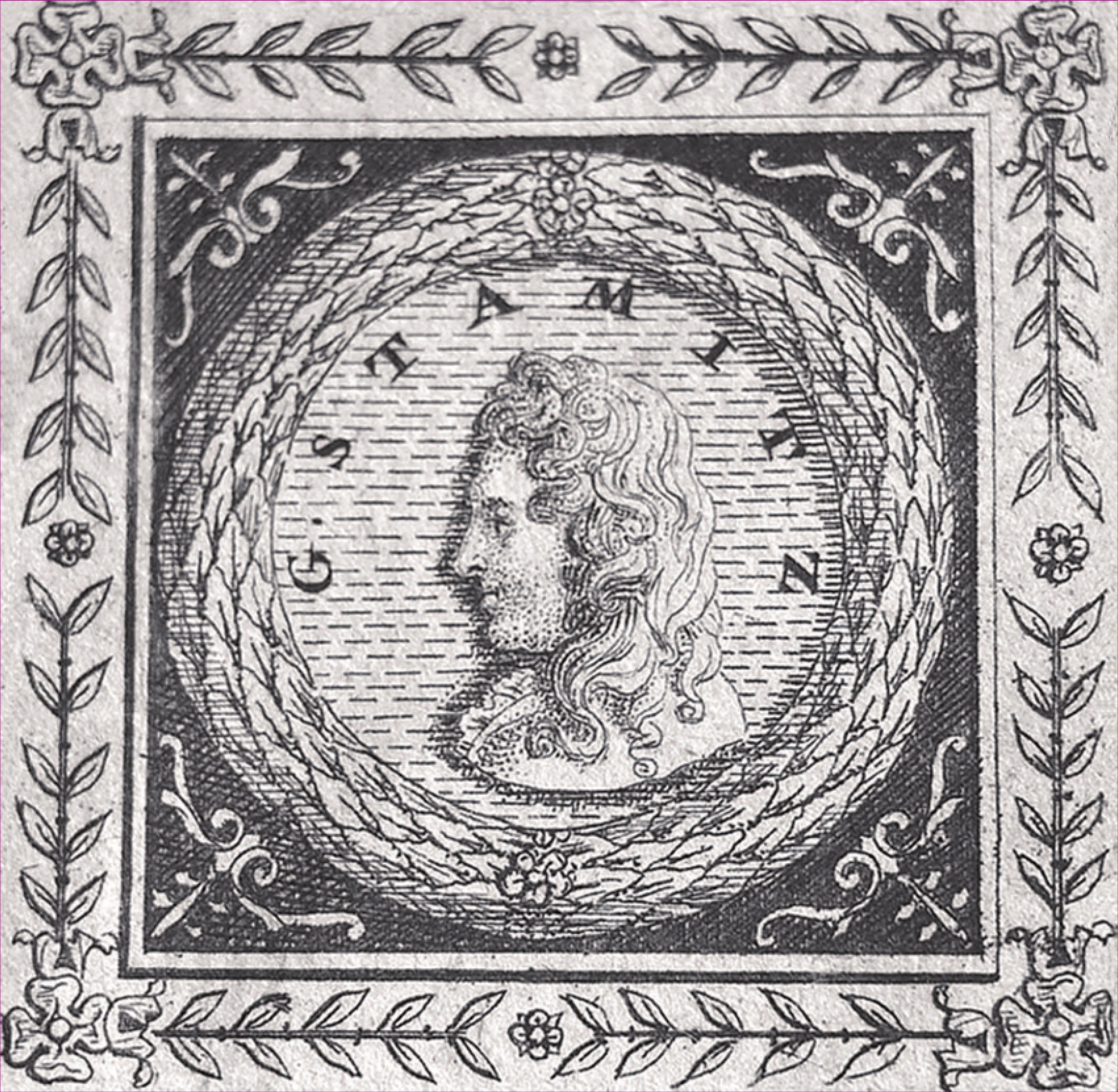
Johann Stamitz; † 27. März

- 27. März: Johann Stamitz, böhmischer Violinist, Kapellmeister und Komponist (* 1717)
- 14. Mai: Bartolomeo Cordans, italienischer Komponist (* 1698)
- 10. Juni: Christoph Treutmann, deutscher Orgelbauer (* um 1673)
- 05. Juli: Jean-Joseph Vadé, französischer Komponist und Schriftsteller (* 1719)
- 22. Juli: Louis-Antoine Dornel, französischer Organist und Komponist (* 1680)
- 23. Juli: Domenico Scarlatti, italienischer Komponist und Cembalist (* 1685)

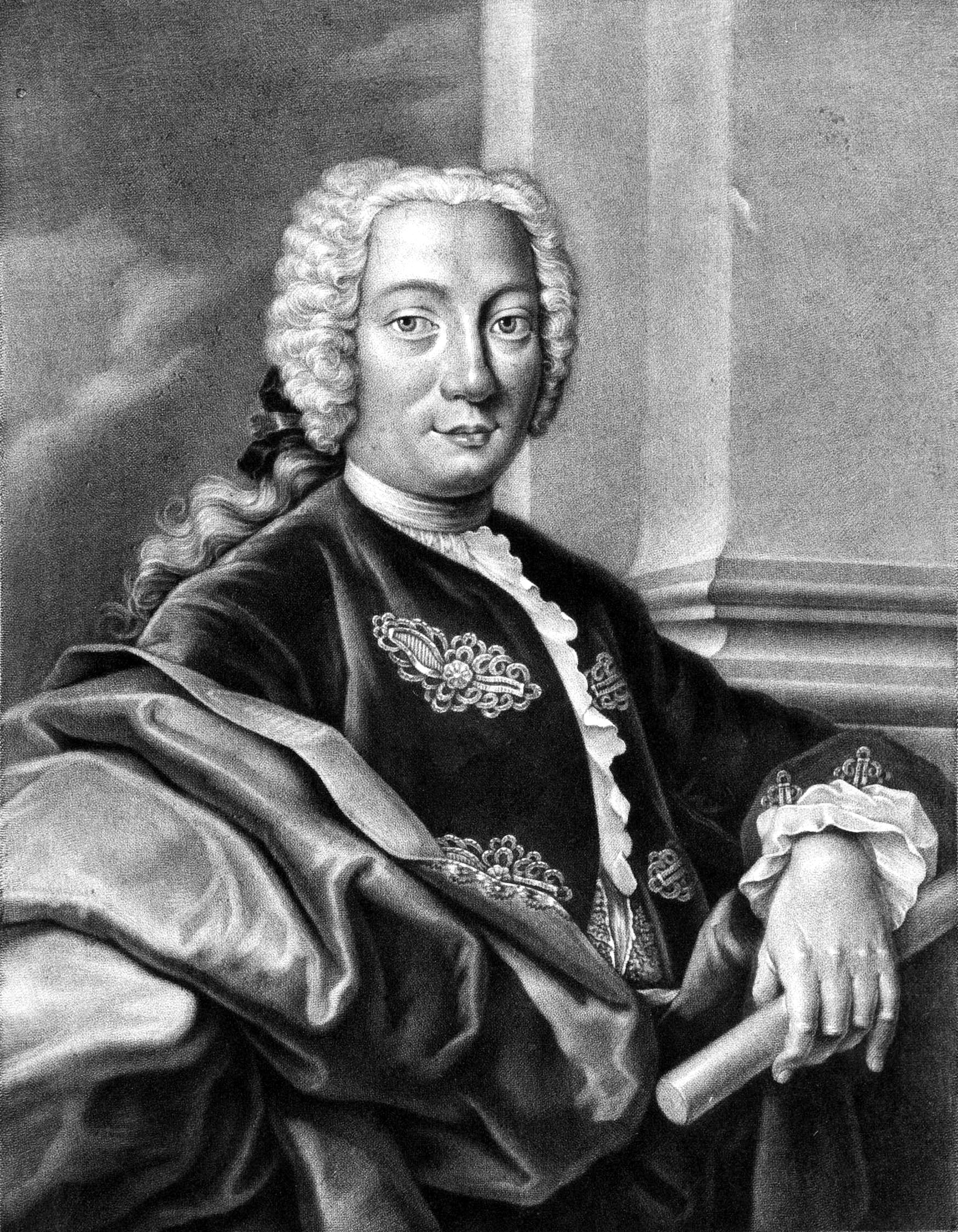
Johann Balthasar Lutter; † 18. September

- 18. September: Balthasar Lutter, deutscher Violinist und Königlich Britischer und Kurfürstlich Hannoverscher Hofkapellmeister (* 1698)
- 28. September: Andrea Zani, italienischer Violinist und Komponist (* 1696)
- 11. Oktober: Zacharias Hildebrandt, deutscher Orgelbauer (* 1688)
- 24. Oktober: Augustin Simnacher, deutscher Orgelbauer (* 1688)
- 28. Oktober: Giovanna Astrua, italienische Opernsängerin (* 1720)
- 08. November: Pierre Prowo, deutscher Komponist und Organist (* 1697)
- 21. November: Johann Konrad Brandenstein, deutscher Orgelbauer (* 1695)
- 23. November: Johann Hinrich Klapmeyer, Orgelbauer (* um 1690)
- 11. Dezember: Fortunato Chelleri, deutsch-italienischer Kapellmeister und Komponist (* 1690)

### Genaues Todesdatum unbekannt
- Johannes Kohlhaas der Ältere, deutscher Orgelbauer (* 1691)
- François Martin, französischer Komponist und Cellist (* um 1727)

### Gestorben um 1757
- Emanuele d’Astorga, italienischer Komponist (* 1680)
- Jean-Baptiste Masse, französischer Komponist und Cellist (* um 1700)
- Josep Picanyol, katalanischer Kapellmeister und Komponist (* um 1700)
- Christian Schmidt, deutscher Orgelbauer (* 1685)